# Plutonia tamaranensis
Plutonia tamaranensis is een slakkensoort uit de familie van de Vitrinidae. De wetenschappelijke naam van de soort is voor het eerst geldig gepubliceerd in 1990 door Valido.